# اللواء 63 مشاة (اليمن)
اللواء 63 مشاة ميكا هو لواء مشاة يمني يتبع القوات البرية اليمنية يتمركز في بني جرموز بمديرية نهم محافظة صنعاء كان يتبع الحرس الجمهوري حتى تم ضمه لإحتياط وزارة الدفاع في 10 أبريل 2013.

## تاريخ

### ثورة الشباب 2011
أندلعت اشتباكات بين اللواء 63 واللواء 62 في مديريتي أرحب ونهم شمال شرق صنعاء، وفي 26 مايو 2011 حاصرت رجال القبائل معسكر اللواء 62 مشاة التابع للحرس الجمهوري في منطقة نهم (80 كم) شمال شرق صنعاء، في محاولة لمنعهم من الانضمام إلى القتال في العاصمة، وقال رجال القبائل أن زحفهم على المعسكر رداً على هجوم سابق منهم على قرية في المنطقة. وقال الشيخ حامد عاصم لرويترز ان مقاتليه قتلوا قائد المعسكر وأصابوا جنودا في الحرس الجمهوري بينما قتل ستة من رجاله في الاشتباك بنيران المدافع الرشاشة وقذائف صاروخية.
في 27 يونيو 2011 م بلغ عدد ضحايا المواجهات بين قوات الحرس الجمهوري وقبائل أرحب بشمال صنعاء 17 قتيلاً بينهم امرأة و35 جريحاً.
في 30 أغسطس 2011 قصفت قوات الحرس الجمهوري عدد من القرى في أرحب بصواريخ الكاتيوشا مع مواجهات مع القبائل المؤيدين للثورة، ونزح الآلاف من السكان إلى قرى بعيده من اماكن الاشتباكات، وتتهم السلطات رجال القبائل بالوقوف إلى جانب عناصر ارهابيه لتنفيذ عمليات ضد الجيش، في حين يقول مسلحو القبائل أنهم يدعمون الثوار المطالبين بتنحي صالح وأسرتة عن الحكم.
وفي 25 سبتمبر 2011، هاجم رجال القبائل المعارضة معسكر اللواء 63 مشاة ميكا (حرس جمهوري) وسيطروا عليه وقتل في الأشتباكات ما لايقل عن 11 ضابطاً وجندياً بينهم العميد عبد الله أحمد الكليبي قائد اللواء وأعتقل مسلحي القبائل 14 جندياً. وتمكنوا من السيطرة على الموقع العسكري لكنهم أنسبحوا منه بعد غارات جوية أستهدفتهم.
في 5 أكتوبر 2011 قتل القائد الجديد لمعسكر اللواء 63 حرس جمهوري العميد «حميد القاضي» في منطقة أرحب بانفجار لغم بسيارته في المعسكر، وذلك في أول يوم لتسلمة مهامه خلفاً للقائد السابق عبد الله أحمد الكليبي الذي قتل قبل أيام إبان اقتحام مسلحين قبليين مؤيدين للثورة للمعسكر. وقال محمد مبخوت، الناطق باسم قبائل أرحب إن عدد القتلى في صفوف سكان المنطقة، خلال الأشهر القليلة الماضية، بلغ أكثر من 100 شخص وأكثر من 200 جريح و13 ألف نازح في الكهوف والجبال يتكونون من 1500 أسرة.
في 19 نوفمبر 2011 هاجم رجال القبائل المعارضة معسكر اللواء 63 مشاة ميكا للمرة الثانية وكان الهجوم شاملا، وفي اليوم التالي أجرى الجيش ضربات جوية ضد المهاجمين في حين ردت المعارضة بنيران مضادة للطائرات، وبوقت متأخر من اليوم الثالث 21 نوفمبر استولت القبائل على المعسكر ومخزن كبير للأسلحة واستسلم 300-400 جندياً، وأسفر الهجوم عن مقتل 12 من مقاتلي القبائل واصابة أكثر من 40 آخرين بجروح، ومعظمهم بسبب الألغام الأرضية حول القاعدة. ولقي 20 جنديا مصرعهم أيضا.
بين 23 نوفمبر و25 نوفمبر، ضريت القوات الجوية بالطيران الحربي ونيران المدفعية معسكر اللواء 63 الذي سيطر علية مسلحي القبائل، وادعي مسؤول رفض ذكر اسمه أن ما يصل إلى 80 من مقاتلي القبائل لقوا مصرعهم.
في شهر أبريل 2012 كشف تقرير حقوقي عن مقتل أكثر من 200 شخص وجرح 800 آخرون بينهم أطفال ونساء، حصيلة الاعتدائات من قوات الحرس على مديرية أرحب ومديرية نهم وبني جرموز شمال العاصمة صنعاء.

## قادة اللواء
| م | القائد                       | بداية                             | نهاية                             | ملاحظة                            |
| - | ---------------------------- | --------------------------------- | --------------------------------- | --------------------------------- |
|   | العميد عبد الله أحمد الكليبي | -                                 | 25 سبتمبر 2011                    |                                   |
|   | العميد حميد القاضي           | (25 سبتمبر 2011) قتل في نفس اليوم | (25 سبتمبر 2011) قتل في نفس اليوم | (25 سبتمبر 2011) قتل في نفس اليوم |
|   | غير معروف                    | 25 سبتمبر 2011                    | -                                 |                                   |